# Kreis Posen

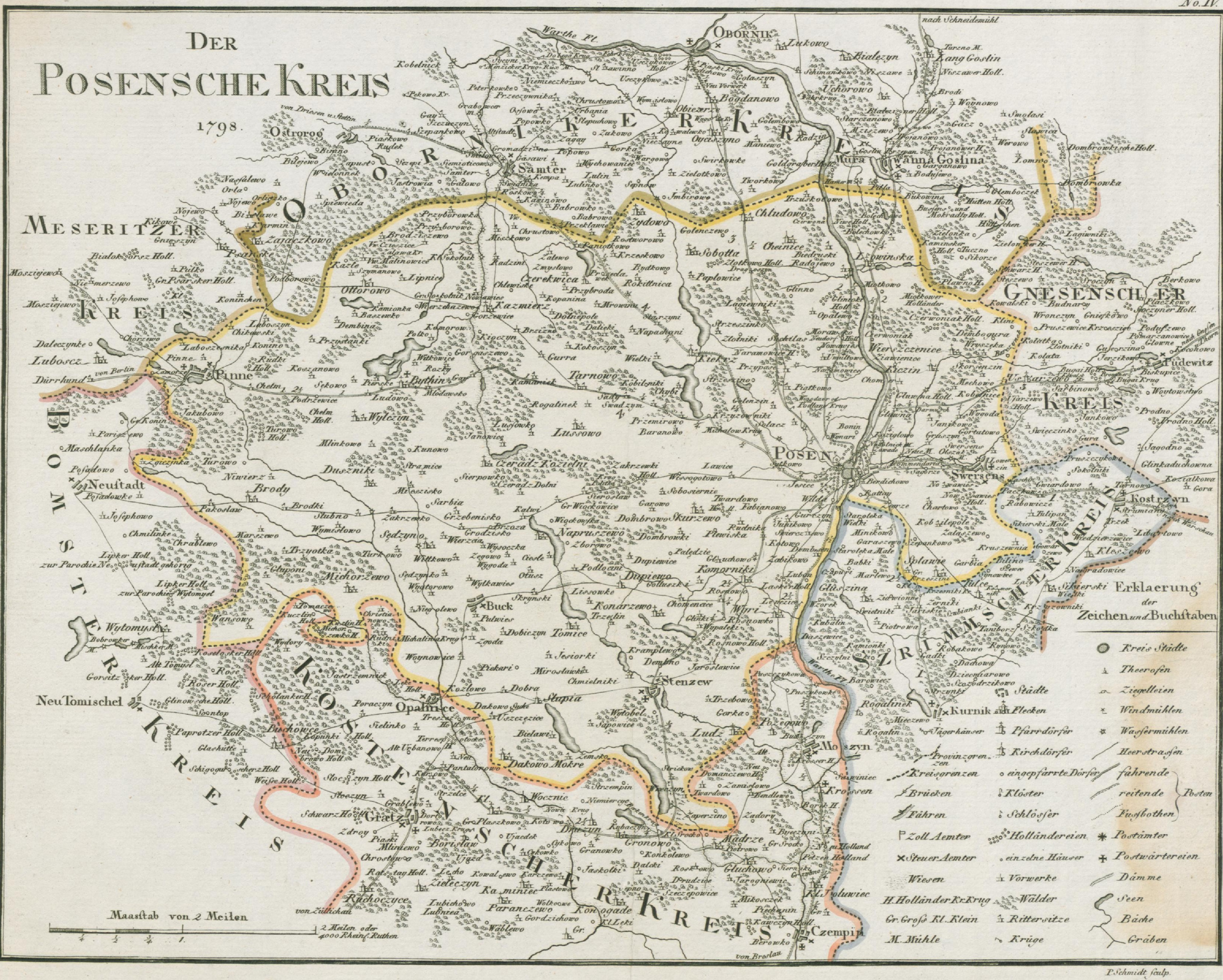
Der Kreis Posen in Südpreußen

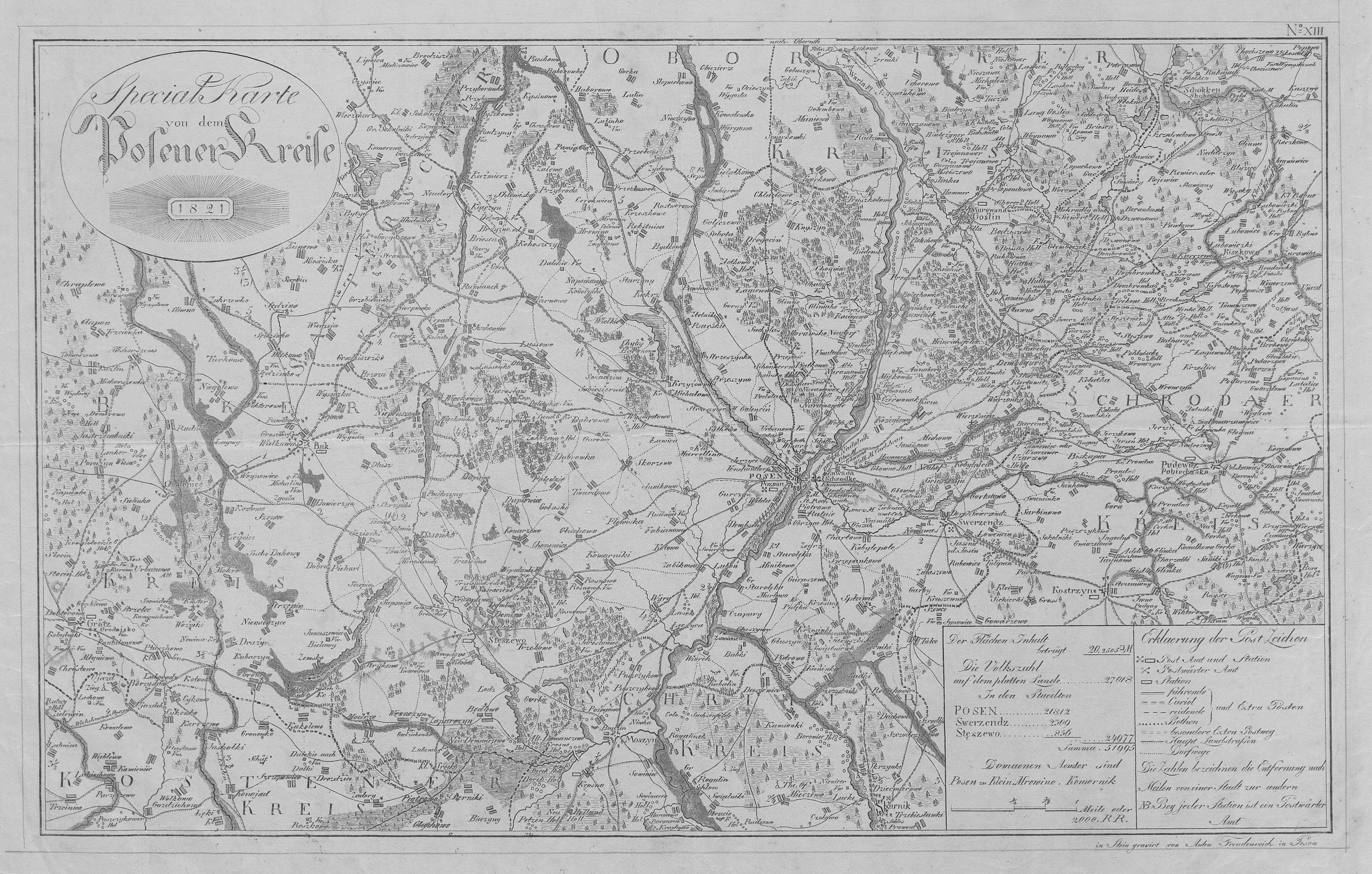
Der Kreis Posen in der Provinz Posen

Der Kreis Posen bestand von 1793 bis 1807 in der preußischen Provinz Südpreußen und von 1815 bis 1887 im Süden der preußischen Provinz Posen. Das ehemalige Kreisgebiet gehört heute im Wesentlichen zum Powiat Poznański in der polnischen Woiwodschaft Großpolen.
Der Landkreis Posen war außerdem während des Zweiten Weltkrieges eine deutsche Verwaltungseinheit im besetzten Polen (1939–1945).

## Geschichte
Das Gebiet um die westpolnische Stadt Posen gehörte nach der Zweiten Teilung Polens von 1793 bis 1807 zum Kreis Posen in der preußischen Provinz Südpreußen.
Durch den Frieden von Tilsit kam das Gebiet 1807 zum Herzogtum Warschau und bildete nun einen Powiat der Präfektur Posen. Das Kreisgebiet fiel nach dem Wiener Kongress am 15. Mai 1815 erneut an das Königreich Preußen und wurde Teil des Regierungsbezirks Posen der Provinz Posen.
Bei den preußischen Verwaltungsreformen wurde zum 1. Januar 1818 im Regierungsbezirk Posen eine Kreisreform durchgeführt, bei der der Kreis Posen deutlich verkleinert wurde. Der Westteil des Kreises kam zum neuen Kreis Buk. Kreisstadt und Sitz des Landratsamtes war die Stadt Posen, die kreisfrei blieb.
Als Teil der Provinz Posen wurde der Kreis Posen am 18. Januar 1871 Teil des neu gegründeten Deutschen Reichs, wogegen die polnischen Abgeordneten im neuen Reichstag am 1. April 1871 protestierten.
Am 1. Oktober 1887 wurde der Kreis aufgelöst und in die beiden neuen Kreise Posen-West und Posen-Ost aufgeteilt.

## Einwohnerentwicklung
| Jahr | Einwohner | Quelle |
| ---- | --------- | ------ |
| 1818 | 35.001    | [ 3 ]  |
| 1839 | 42.927    | [ 4 ]  |
| 1871 | 56.753    | [ 5 ]  |

Von den Einwohnern des Kreises waren ca. 74 % Polen, 25 % Deutsche und 1 % Juden.

## Politik

### Landräte
1793–180000Franz von Krzycki
1800–180200August von Brause
1803–000000Stephan Alexander Paul von Zychlinski
1818–182400Michael von Neymann
1831–183400von Zawadzki
1834–184100von Hohberg
1841–184800Julius von Minutoli (1804–1860)
1849–186200Hans Friedrich Otto von Benekendorff und von Hindenburg
1862–187000Carl Gustav Wocke
1870–187500Christian Julius von Massenbach (1832–1904)
1875–188700Emil von Tempelhoff (1840–1908)

### Wahlen
Der Kreis Posen bildete zusammen mit der kreisfreien Stadt Posen den Reichstagswahlkreis Posen 1. Der Wahlkreis wurde bei allen Reichstagswahlen zwischen 1871 und 1887 von Kandidaten der Polnischen Fraktion gewonnen:
- 187100Władysław Niegolewski
- 187400Władysław Niegolewski
- 187700Hippolyt von Turno
- 187800Hippolyt von Turno
- 188100Hippolyt von Turno
- 188400Stephan Cegielski
- 188700Stephan Cegielski

## Kommunale Gliederung
Zum Kreis Posen gehörten die beiden Städte Schwersenz und Stenschewo. Die Landgemeinden und Gutsbezirke waren anfangs in (kleineren) Woytbezirken (polnisch „wójt“ = deutsch „Vogt“) und später in größeren Polizeidistrikten zusammengefasst.

## Gemeinden
1871 gehörten die folgenden Gemeinden zum Kreis:
- Alt Demantschewo
- Babki
- Baranowo
- Barcinek
- Bendlewo
- Bolechowko
- Bolechowo
- Bytkowo
- Ceradz koscielny
- Cerekwitze
- Chludowo
- Chmielnik
- Chomencice
- Choynitz
- Commenderie
- Czapury
- Czerwonak Dorf
- Czerwonak Hauland
- Daschewitz II
- Dembno Dorf
- Dembno Kolonie
- Dembogora
- Dembsen
- Dombrowo
- Dopiewitz
- Dopiewo
- Drogoschin
- Edmundsau
- Fabianowo
- Garaschewo
- Garby
- Glinienko
- Glowno, Dorf
- Glowno, Kolonie
- Gluchowo
- Gluschin
- Golentschewo
- Goluski
- Gora
- Gortatowo
- Groß Starolenka
- Grutschin
- Gurtschin
- Hammer
- Heinrichsfelde
- Janikowo
- Jaschin
- Jersitz
- Jeziorki
- Junikowo
- Kitschin
- Klein Starolenka
- Kliny
- Kobelnitz
- Kobylepole
- Kobylnik
- Kokoszczyn
- Komornik
- Konarzewo
- Kotowo
- Kozieglowy
- Kromplewo
- Kruschewnia
- Krzesinki
- Krzesini
- Krzyschkowo
- Krzyzownik
- Lagiewnik
- Lassek
- Lawitze
- Lentschitz
- Lisowki
- Lodz
- Lowentschin
- Luban
- Lussowko
- Lussowo
- Male
- Marlewo
- Mechowo
- Mienkowo
- Minikowo
- Miroslawski
- Modrze
- Mrowino
- Napachanie
- Naramowitz
- Naramowitz Hauland
- Neu Demantschewo
- Neudorf Hauland
- Neudorf-Neumühle
- Oberwilda
- Obschitza
- Palendzie
- Pamiontkowo
- Pawlowitz
- Piekary
- Plewisk
- Podlozinki
- Podarzewo
- Polytika
- Prämnitz
- Przybroda
- Psarskie
- Rabowitz
- Radojewo
- Rattay
- Rogierowko
- Rosnowo Hauland
- Rumianek
- Sady
- Sankt Lazarus
- Sapowitz
- Schwersenz, Dorf
- Schwersenz, Stadt
- Skorzencin
- Skorzewo
- Slupia
- Sobiesiernie
- Sobotta
- Splawie
- Srocko
- Starzyn
- Stenschewo, Stadt
- Strykowo
- Strzeschyno
- Suchylas
- Swadzim
- Swiertschewo
- Sypniewo
- Tarnowo
- Tomitze
- Tschelino
- Tschebaw
- Tschuskotowo
- Tutschno
- Twardowo
- Unterwilda
- Walerianowo
- Wientzkowitz
- Winiary
- Wiorek
- Wirki
- Wiry
- Witobel
- Wrontschin
- Wyssogotowo
- Zabikowo
- Zakrzewo Hauland
- Zalasewo
- Zamyslowo
- Zaparcin
- Zegrze
- Zelinitz
- Zlotkowo
- Zlotnik

## Der Landkreis Posen im besetzten Polen (1939–1945)

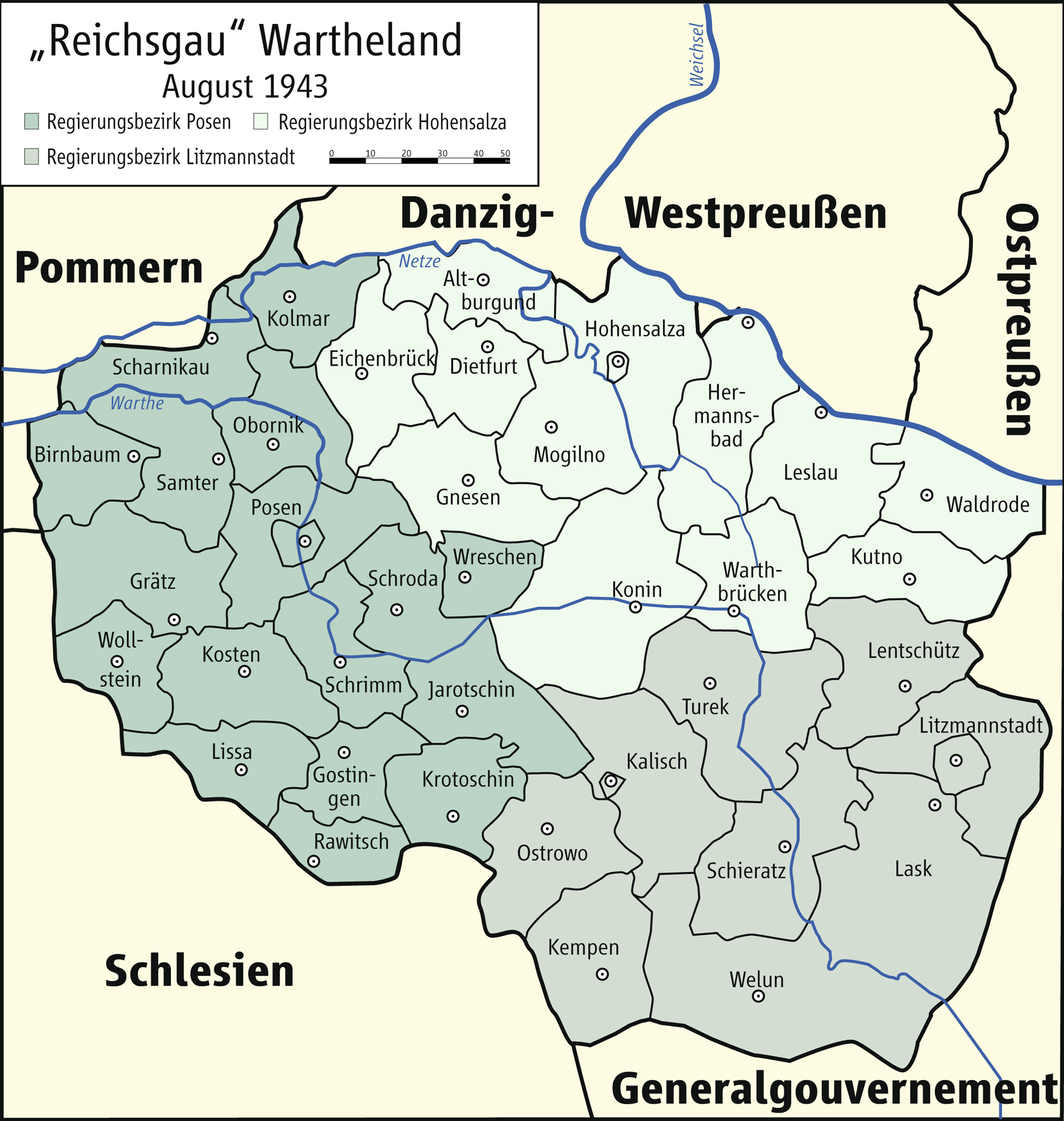
Regierungsbezirke und Kreise im Reichsgau Wartheland

### Geschichte
Im Zweiten Weltkrieg bildeten die deutschen Besatzungsbehörden im besetzten Polen den Landkreis Posen. Die am 26. Oktober 1939 vollzogene Annexion des Gebietes durch das Deutsche Reich war als einseitiger Akt der Gewalt völkerrechtlich aber unwirksam. Die deutsche Besatzungsmacht ermordete die jüdische Bevölkerung und vertrieb einen großen Teil der polnischen Bevölkerung. Die neu angesiedelten Deutschen flohen gegen Ende der deutschen Besetzung wieder. Mit dem Einmarsch der Roten Armee im Januar 1945 endete die deutsche Besetzung.

### Landkommissar
1939–999900Hans Gehrels (1904–1998)

### Landräte
1939–194300Hans Gehrels
1943–194500Harry Siegmund (1910–2009) (vertretungsweise)

### Kommunale Gliederung
Während der deutschen Besetzung im Zweiten Weltkrieg erhielt nur Schwersenz 1943 die Stadtrechte laut Deutscher Gemeindeordnung von 1935, die übrigen Gemeinden wurden in Amtsbezirken zusammengefasst.